# Kanske en diktare
Kanske en diktare är en svensk dramafilm från 1933 i regi av Lorens Marmstedt. Filmen är baserad på pjäsen Kanske en diktare från 1932 av Ragnar Josephson. I huvudrollen ses Gösta Ekman. 

## Handling
Filip är rockvaktmästare på en restaurang. Han lever i sin egen värld och drömmer om att människor ska se honom så att han för en stund ska få känna sig levande. Han bedömer människor efter deras kläder och filosoferar om det liv han känner sig utestängd ifrån. 
En kväll kommer tre personer till restaurangen: direktör Kurtz, direktör Viding och hans fru Jane. Viding har skaffat sig stora skulder som Kurtz skall betala på ett villkor: om Viding ställer sin fru till Kurtz förfogande. 
Filip blir vittne till en scen när frun ber om att få slippa bli lämnad ensam med Kurtz, varpå hennes man fordrar att hon skall vara tillmötesgående gentemot Kurtz med tanke på skulderna de har. 
Då tar frun fram en revolver, hennes man försöker att avväpna henne, tumult uppstår och mannen blir träffad av ett skott och dör. Filip störtar fram, rycker revolvern från fru Viding och tar på sig skulden. I rätten diktar Filip ihop en bekännelse. 

## Om filmen
Filmen premiärvisades den 24 februari 1933 på biograferna Astoria och Plaza i Stockholm. Den spelades in 1932 vid Irefilms ateljé i Stockholm med exteriörer från Norr Mälarstrand av Ragnar Westfelt. Skådespelaren Karin Carlson, senare känd som Karin Kavli, gör här sin filmdebut.
Som förlaga har man författaren Ragnar Josephsons pjäs Kanske en diktare som uruppfördes på Vasateatern i Stockholm 1932, även då med Gösta Ekman i huvudrollen.
Kanske en diktare har visats i SVT, bland annat 1999, 2012, 2021 och i augusti 2023.

## Rollista
- Gösta Ekman – Filip, rockvaktmästare på Restaurant Viktoria
- Gunnar Olsson – herr Viding
- Karin Carlson – Jane Viding, hans fru
- Hjalmar Peters – direktör Kurtz
- Hugo Björne – domare
- Hjördis Petterson – cigarrfröken
- Hugo Tranberg – källarmästare
- Olof Widgren – domstolsnotarien
- Eric Abrahamsson – den koleriske restauranggästen
- Calle Flygare – en kypare
- Bengt Janzon – rättegångsbiträde
- Ernst Marcusson – protokollförare i rätten
- Helge Kihlberg – äldre kypare
- Alice Carlsson – restauranggäst som målar läpparna
- Holger Sjöberg – fetlagd restauranggäst

## Filmmusik i urval
- Kanske en diktare, kompositör Willard Ringstrand, instrumental
- O sole mio! (Du är min sol!), kompositör Edoardo Di Capua, italiensk text 1899 Giovanni Capurro svensk text 1901 Sven Nyblom, instrumental
- Serenad, F-dur, kompositör Pjotr Tjajkovskij, instrumental